# Katharine Burr Blodgett
Katharine Burr Blodgett (Schenectady, 10 gennaio 1898 – Schenectady, 12 ottobre 1979) è stata una fisica statunitense.
Fu la prima donna a conseguire il Ph.D. in fisica all'Università di Cambridge, nel 1926, e la prima donna a lavorare come scienziata alla General Electric.

## Biografia
Secondogenita di Katharine Burr e George Blodgett, Katharine Burr Blodgett crebbe senza il padre, ucciso in casa da un ladro poco prima della sua nascita. Il padre lavorava come avvocato presso la General Electric, occupandosi di brevetti. In seguito la sua famiglia si trasferì a New York, e nel 1901 si stabilirono in Francia.
Nel 1912 Blodgett tornò a New York con la sua famiglia. Una borsa di studio le diede la possibilità di frequentare il Bryn Mawr College, dove conseguì nel 1917 il Bachelor of arts eccellendo nella matematica e nella fisica. Interessata alla ricerca scientifica, si recò in visita all'impianto della General Electric di Schenectady facendo conoscenza con Irving Langmuir, il quale le disse di ampliare la sua educazione scientifica prima di iniziare a lavorare con lui. Seguendo il suo consiglio, nel 1918 si iscrisse all'Università di Chicago ottenendo entro lo stesso anno il master discutendo una tesi sulla struttura chimica delle maschere antigas. In quel periodo era in corso la prima guerra mondiale e le truppe necessitavano di sistemi di protezione contro l'utilizzo di gas velenosi; Katharine Blodgett determinò che quasi tutti tali gas potevano essere assorbiti da molecole di carbonio. Iniziò quindi a lavorare subito alla General Electric, diventando la prima donna scienziata impiegata in un laboratorio di ricerca dell'azienda.
Katharine Burr Blodgett completò la sua formazione scientifica frequentando nel 1924 il Laboratorio Cavendish di Ernest Rutherford, conseguendo due anni dopo il Ph.D. in fisica dall'Università di Cambridge discutendo una tesi sul comportamento degli elettroni nei vapori di mercurio ionizzato.

## Attività scientifica
Blodgett lavorò congiuntamente con Langmuir sui film sottili, studiando le applicazioni di monostrati lipidici, polimerici e proteici come rivestimenti per superfici solide dallo spessore dell'ordine dei nanometri. Estendendo le scoperte fatte da Langmuir, riuscì a sviluppare un metodo in grado di fare depositare il film su un substrato solido immergendo quest'ultimo in una fase acquosa ricoperta da un'altra fase organica immiscibile. Venne così prodotto il film di Langmuir-Blodgett, che permise di ottenere vetri "invisibili" a bassa riflettanza che trovarono applicazione nell'industria cinematografica e in ottica. Durante la seconda guerra mondiale, questi vetri furono usati per la costruzione dei periscopi dei sottomarini e delle telecamere spia per l'acquisizione di immagini aeree.
Un'altra invenzione di Blodgett fu un "misuratore di colore" capace di misurare lo spessore di un rivestimento, con precisione fino a un milionesimo di pollice, mettendo in relazione lo spessore con il variare delle colorazioni. Blodgett e Langmuir lavorarono anche sullo sviluppo delle lampadine elettriche e i loro studi sulle scariche elettriche nei gas contribuirono a porre le fondamenta per la fisica del plasma.

## Vita privata
Blodgett visse per molti anni un matrimonio bostoniano con Gertrude Brown, come lei originaria di Schenectady. Per un certo periodo visse anche con Elsie Errington, una dirigente scolastica di una scuola locale. La scienziata non rilasciò mai alcuna sua testimonianza personale sulle relazioni a lungo termine avute con queste donne.

## Riconoscimenti
Katharine Burr Blodgett ricevette nel 1951 la Medaglia Garvan-Olin dall'American Chemical Society per il suo lavoro sui film monomolecolari. Il sindaco di Schenectady le rese onore indicendo il "Katharine Blodgett Day" il 13 giugno 1951. Nel 2008 le fu intitolata a suo nome, nella stessa città, una scuola elementare.